# Pilsting

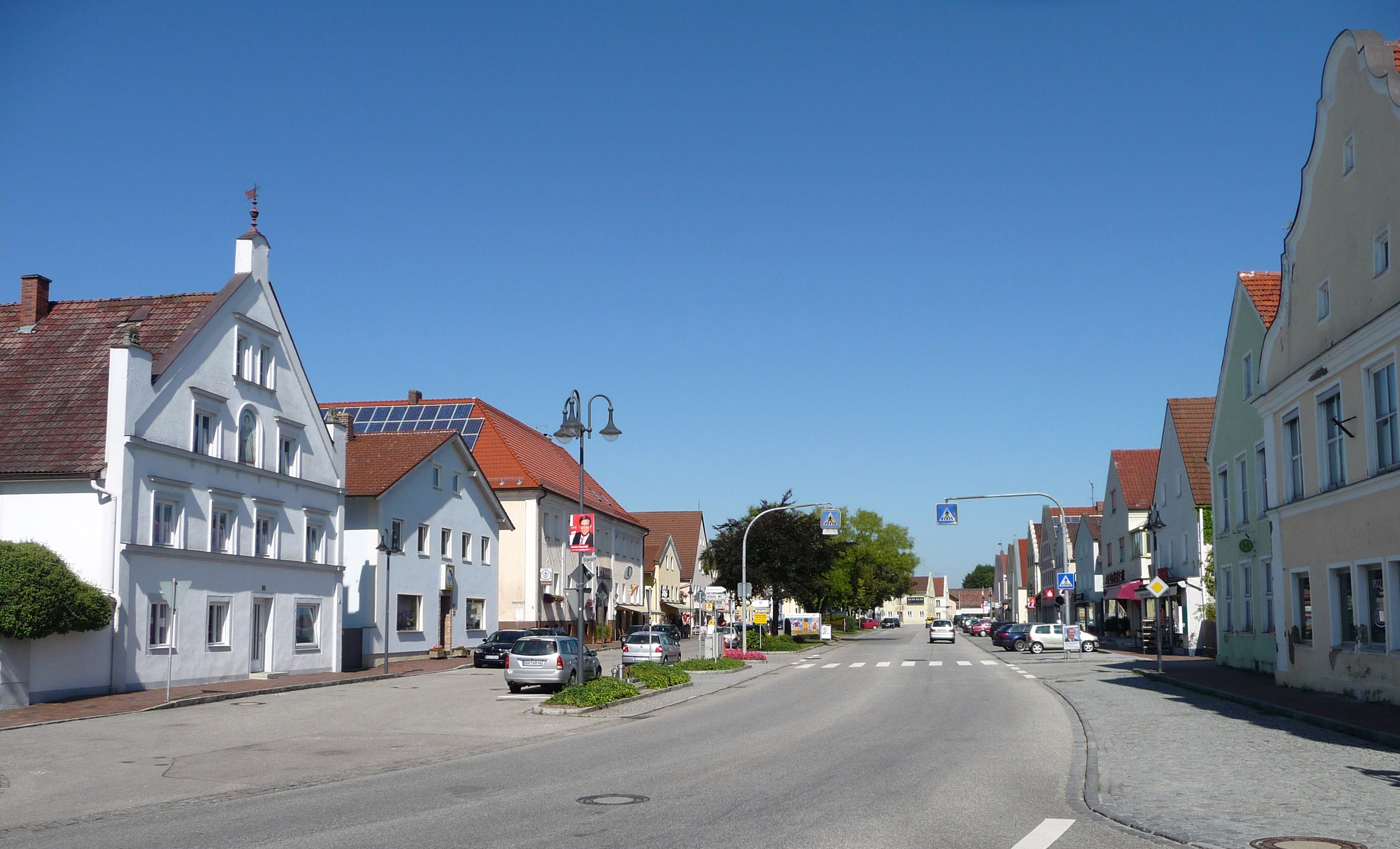
Pilsting

Pilsting este o comună-târg din districtul Dingolfing-Landau, regiunea administrativă Bavaria Inferioară, landul Bavaria, Germania.